# セントロ・フィナンシエロ・コンフィナンサス
セントロ・フィナンシエーロ・コンフィナンサス（スペイン語: Centro Financiero Confinanzas）は、ベネズエラの首都・カラカスにある超高層建築物。パルケセントラルのツインタワーに次ぐ、ベネズエラで3番目の高さの超高層ビルである。開発主の名にちなみ、トーレ・デ・ダビ（西: Torre de David、デイビッド・タワーの意）とも呼ばれる。1990年に着工したが、銀行破たんにより1994年から工事が中断しており、2013年現在未完成である。

## 歴史
開発主のディヴィッド・ブリレンブルクにより建築がすすめられた。ロビーや会議室、ヘリポートを有する高さ190mのタワーAをはじめ、6つの建物で構成される。
ディヴィッドは1993年に亡くなり、その後1994年に起きた金融危機により、建物は政府の管理下に置かれた。内部は水道や配電設備、エレベーター、バルコニーの手すり、更には壁や窓にも未完成の部分があった。
ベネズエラの大規模な住宅難により、2007年10月頃からスラム化し不法占拠者が住み着きはじめた。居住者らにより22階まで水道が敷設され、無認可の歯科医師が診療するなど環境が整えられた。一部の居住者は自動車を所有し、建物の駐車場に保管している。建物の28階まで、700世帯2500人が暮らし、居住者ら自身により床屋や食堂、フィットネスクラブなどが営まれている。
2014年7月にニコラス・マドゥロ政権は居住者を退去させるザモラ2014作戦を開始し、2015年に完了した。しかし、建物を買収して改装するとされていた中国の銀行との商談が破談したために放置されていると2016年に報じられた。
2018年8月に2回発生した大地震ではコンクリートが最上階から歩道に落下するなど周囲に被害を及ぼし、最上部の5フロア分が25度傾くなど建物自体も大きな被害を負った。

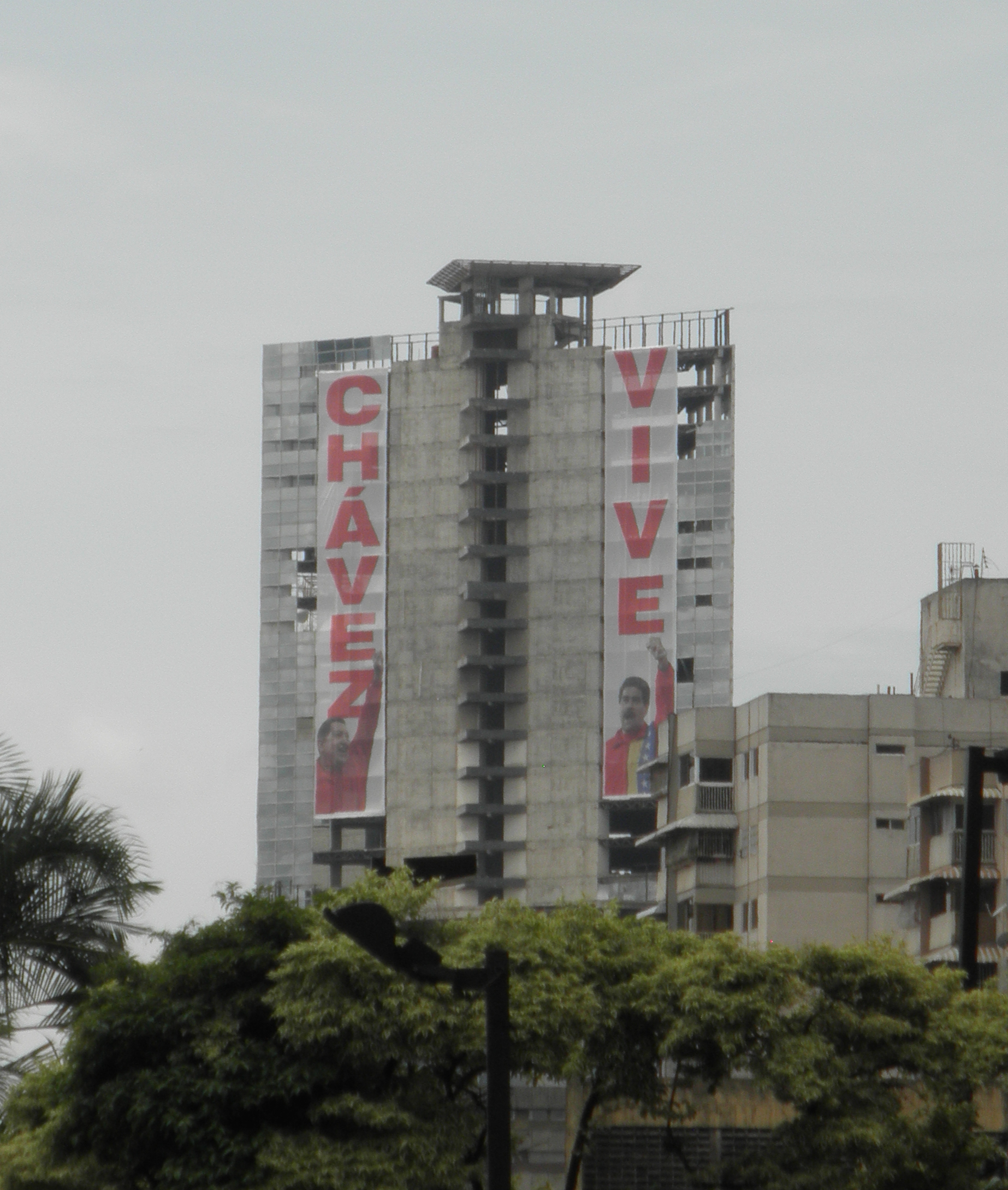
2014年の状態。外壁にチャベス政権のプロパガンダ・バナーが垂らされている
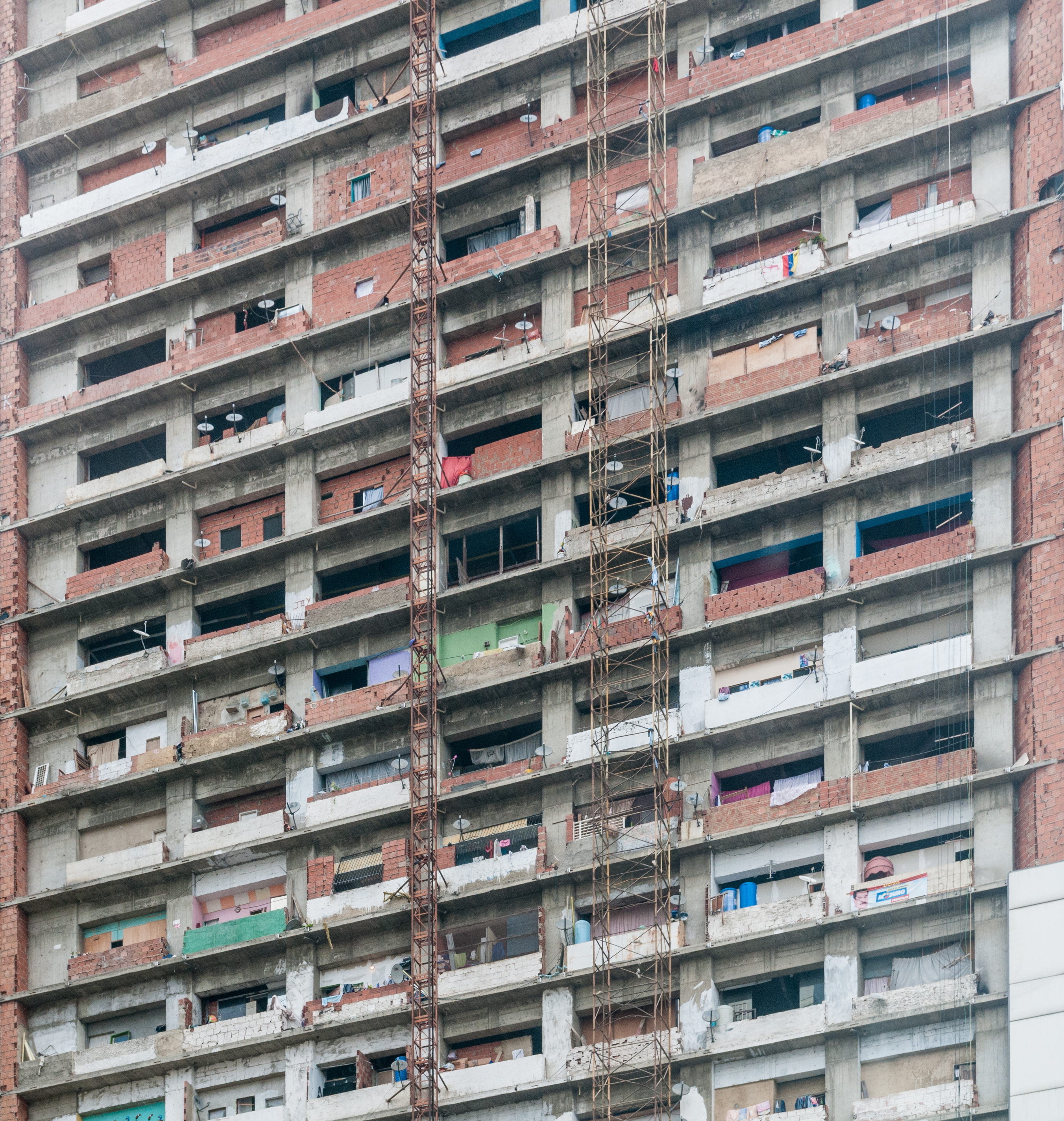
スラム化したビル
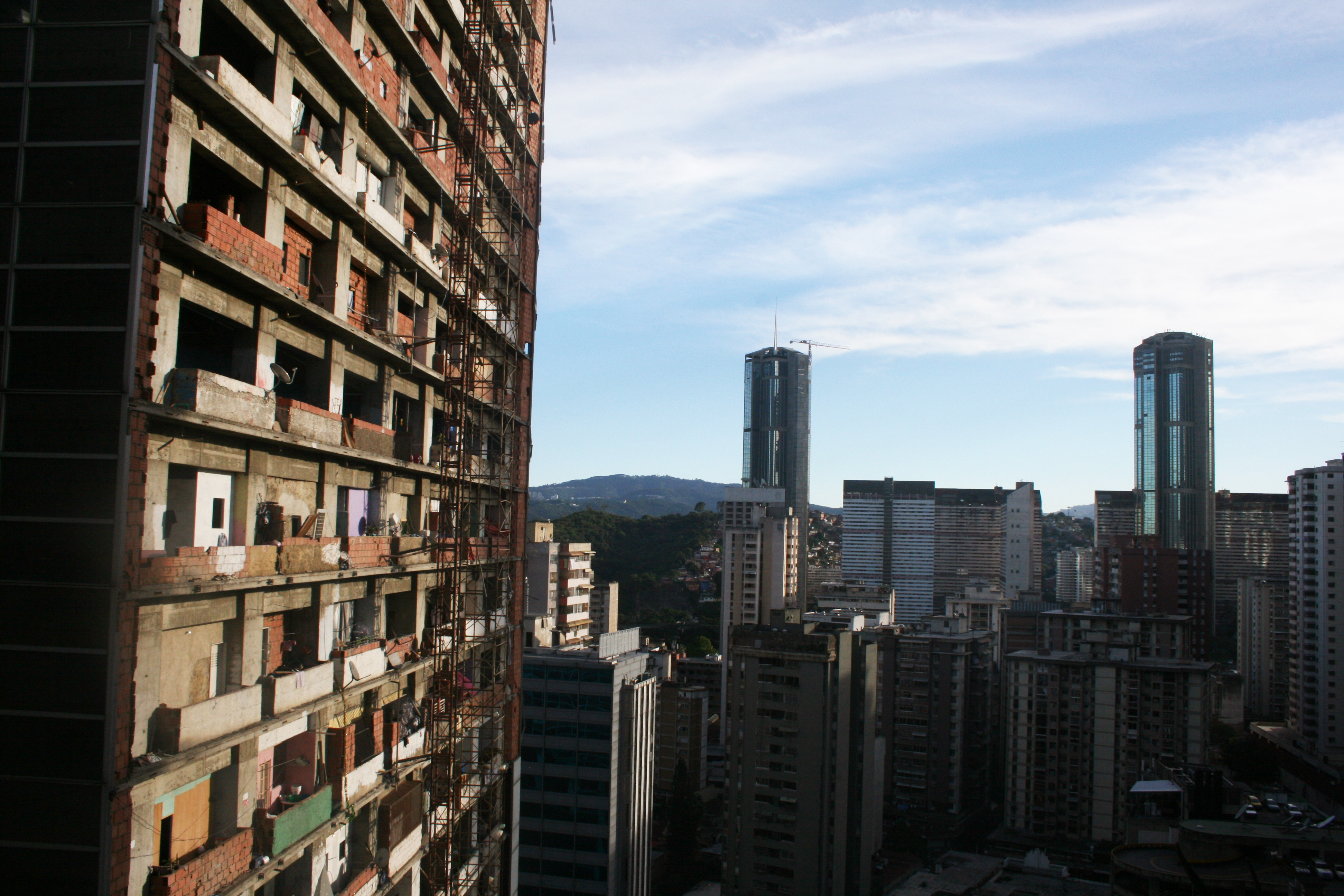
スラム化したビルとカラカス市街地。2013年の状態